# Хипнотик
Хипнотици су психоактивна дрога и седативи који изазивају стање обамрлости или сна успоравањем телесних функција. Користи се у третману несанице (инсомније) и у умиривању анксиозних или агресивних особа. Хипнотици изазивају психoфизичку зависност. Постоји велики број ових супстанци али се најчешће користе бенседин, валијум и либријум, али је ефекат увек индивидуалан.